# Побережник Євген Іванович
Євген Іванович Побережник (1929, село Росошани, Королівство Румунія, тепер Кельменецького району Чернівецької області) — український радянський діяч, бригадир тракторної бригади колгоспу імені газети «Правда» Кельменецького району Чернівецької області. Депутат Верховної Ради СРСР 6-го скликання.

## Життєпис
Народився 1929 року в бідній селянській родині в селі Росошани на Буковині. Освіта неповна середня.
У 1947—1950 роках — їздовий в колгоспі села Росошани, причіплювач трактора, тракторист машинно-тракторної станції (МТС).
У 1950—1953 роках — у Радянській армії.
Після закінчення курсів бригадирів в Ставчанській школі механізації сільського господарства працював помічником бригадира тракторної бригади МТС в селі Нелипівцях Кельменецького району Чернівецької області.
Член КПРС з 1957 року.
З 1957 року — бригадир тракторної бригади колгоспу імені газети «Правда» села Росошани Кельменецького району Чернівецької області. Збирав високі врожаї кукурудзи та зернових культур.